# San Francisco del Mar (kommun i Mexiko)
San Francisco del Mar är en kommun i Mexiko.   Den ligger i delstaten Oaxaca, i den sydöstra delen av landet, 600 km sydost om huvudstaden Mexico City.
Följande samhällen finns i San Francisco del Mar:
- San Francisco del Mar Viejo
- Colonia 12 de Abril
- Cachimbo